# Charles Rhodes
Charles Willie Rhodes Jr (Galveston, Texas, Estados Unidos, 25 de junio de 1985), es un jugador de baloncesto profesional estadounidense. Juega usualmente en la posición de pívot.

## Trayectoria
Rhodes se formó en la Universidad Estatal de Misisipi (2004-08), donde fue compañero de Jarvis Varnado, Jamont Gordon y Ben Hansbrough, promediando 13.2 puntos, 6.3 rebotes y 1.3 tapones en el total de sus cuatro años universitarios. Tras no ser drafteado, debutó en el básquet FIBA con los letones de Barons LMT y desde 2010 a 2012  ha disputado la liga de Corea del Sur con los Busan KT Sonicboom, promediando en la presente campaña 21 puntos, 11.6 rebotes y 2.5 tapones por encuentro.
En abril de 2012 se convierte en el último fichaje del CAI Zaragoza en el tramo final de la temporada 2011-2012 para sustituir al lesionado Pablo Aguilar. El día 28 de abril fue rescindido de su contrato por indisciplina.
En verano de 2012 firma con el Royal Hali Gaziantep Büyükşehir Belediye, donde sería mvp en varias jornadas de la Türkiye Basketbol Ligi.

## Clubes
- Barons LMT (2009-2010)
- Busan KT Sonicboom  (2010-2012)
- CAI Zaragoza (2012)
- Incheon ET Land Elephants (2012-2013)
- Akhisar Belediyespor (2014)
- Busan KT Sonicboom (2014-2015)
- Anyang KGC (2015-2016)
- Ulsan Mobis Phoebus (2016-2017)
- San Miguel Beermen (2017)
- Jeonju KCC Egis (2017-2018)
- Incheon ET Land Elephants (2018-2019)
- San Miguel Beermen (2019)
- Shiga Lakestars (2019)